# Клан Такеда
Клан Такеда, једна од најмоћнијих великашких породица у Јапану током периода Сенгоку (1467-1568). Оригинално господари провинције Кај, на врхунцу моћи владали су једним од највећих феудалних поседа у источном Јапану, који је обухватао 3 провинције: Кај, Шинано и Суруга. Богатство и слава ове куће достигла је врхунац за време владавине Такеда Шинген-а (1541-1573). Крај независности ове породице представљао је пораз Шингеновог сина Такеда Кацујорија (владао 1573-1582) од Ода Нобунаге.

## Врхунац моћи: Такеда Шинген
Такед Шинген је рођен као Такеда Харунобу 1536. године, а Шинген је будистичко име које је почео да користи око 1559. године. Клан Такеда је владао провинцијом Каи (данашња префектура Јаманаши) од Камакура периода. Шинген је на власт дошао тако што је збацио свог оца Нобутору 1541. године.
Да би осигурао своје јужне и источне границе, 1554. године он формира тројни савез са даимјоима Имагава Јошимотом и Хоџо Уџијасуом. Тај савез је почео да се руши када је Шинген склопио савез са Ода Нобунагом, који је уништио Јошимота у бици код Окехазаме 1560. године. Међутим, и овај савез је прекинут када је Токугава Ијејасу, Нобунагин савезник, преузео акцију поделе Имагавиних провинција Суруга (данашња префектура Шизуока) и Тотоми (данашња префектура Шизуока), на коју је и Шинген имао претензије. Он је 1570. жестоко напао област Суруга, што је натерало Ијејасуа да склопи савез са Уесуги Кеншином. Следеће године дошло је до њиховог међусобног сукоба око Тотоми провинције, а за то време Шинген је извршио инвазију на Ијејасову територију, провинцију Микава (данашња префектура Аичи).
1572. године Шинген је започео офанзиву према западу. Сврха овог напада је поприлично нејасна, али најчешће је тумачена као марш на Кјото да би се елиминисао Нобунага и задобила контрола над централним делом Јапана. Међутим, једини трајни ефекат овог напада је индиректно изазван. Наиме, Шингенови рани успеси, нарочито његова победа над уједињеним снагама Ијејасуа и Нобунаге у бици код Микатагахаре, у провинцији Тотоми (6. јануара 1573. године), натерали су шогуна Ашикагу Јошиакија на отворени сукоб са Нобунагом, што је довело до пада Муромачи шогуната. Смртоносна болест је натерала Шингена да обустави даље нападе, а он је умро на путу према кући у Шинану 13. маја 1573. године.

## Пад клана Такеда
Њега је наследио његов син Кацујори, који је наставио сукобе са Нобунагом и Ијејасуом, као својеврсну врсту „наследства“ коју му је отац оставио. Наставио је борбу у Тотоми провинцији. Међутим, када је завршио напад на Ијејасуову родну провинцију Микава, дочекала га је уједињена војска Нобунаге и Ијејасуа и катастрофално га поразила у бици код Нагашина, 21. маја 1575. године. Иако се опоравио од овог пораза, па чак и проширио своју територију, Кацујори није уживао популарност у народу, нити је био утицајан као Нобунага или Ијејасу. Крај његове владавине наговестила је издаја његовог важног савезника Хоџо Уџимасе, моћног даимјоа из Одаваре, који је пришао савезу Нобунаге и Ијејасуа. Почетком 1582. године још неки од Кацујоријевих важних вазала су пришли Нобунаги, који је тада започео снажну инвазију на територију клана Такеда. Кацујори је био немоћан да спречи ове нападе, и напуштен од свих савезника, избегао у Каи планине, где је починио самоубиство 3. априла 1582. године (код села Тано). Његову територију су поделили Нобунагини генерали, а Такеда клан је дефинитивно уништен.

## Кланови
- Шогунат Токугава
- Ода Нобунага